# Loko le
Loko le is het dertiende studioalbum van K3. Het album is uitgebracht op 22 november 2013 onder Studio 100 en dit is tevens het laatste album met Karen, Kristel en Josje van de tweede K3-bezetting. Loko le behaalde de top vijf zowel in de Nederlandse als Vlaamse album positielijsten.

## Tracklist
| Track           | Titel                        | Schrijver(s)                                  | Producent(en) | Duur |
| --------------- | ---------------------------- | --------------------------------------------- | ------------- | ---- |
| 1               | "Loko le"                    | Miguel Wiels, Peter Gillis, Tracy Atkins      | Wiels, Gillis | 3:30 |
| 2               | "Eya hoya!"                  | Miguel Wiels, Peter Gillis, Tracy Atkins      | Wiels, Gillis | 3:56 |
| 3               | "Viva viool"                 | Miguel Wiels, Peter Gillis, Alain Vande Putte | Wiels, Gillis | 3:36 |
| 4               | "Kusje van jou"              | Miguel Wiels, Peter Gillis, Alain Vande Putte | Wiels, Gillis | 3:19 |
| 5               | "Drums gaan boem"            | Miguel Wiels, Peter Gillis, Alain Vande Putte | Wiels, Gillis | 3:00 |
| 6               | "En ik dans"                 | Miguel Wiels, Peter Gillis, Alain Vande Putte | Wiels, Gillis | 3:38 |
| 7               | "Alleen door jou"            | Miguel Wiels, Peter Gillis, Alain Vande Putte | Wiels, Gillis | 3:26 |
| 8               | "Ik wil niet naar huis gaan" | Miguel Wiels, Peter Gillis, Alain Vande Putte | Wiels, Gillis | 3:38 |
| 9               | "Het steltenlied"            | Miguel Wiels, Peter Gillis, Alain Vande Putte | Wiels, Gillis | 3:45 |
| 10              | "Wat jij doet met mij"       | Miguel Wiels, Peter Gillis, Alain Vande Putte | Wiels, Gillis | 3:15 |
| 11              | "Kitty"                      | Miguel Wiels, Peter Gillis, Alain Vande Putte | Wiels, Gillis | 3:02 |
| 12              | "Kinderen baas"              | Miguel Wiels, Peter Gillis, Alain Vande Putte | Wiels, Gillis | 3:35 |
| 13 (bonustrack) | "Koning Willem-Alexander"    | Miguel Wiels, Peter Gillis, Alain Vande Putte | Wiels, Gillis | 3:15 |